# Ludovico Scarfiotti
Ludovico Scarfiotti, conosciuto anche come Lodovico (Torino, 18 ottobre 1933 – Rossfeld, 8 giugno 1968), è stato un pilota automobilistico italiano.

## Biografia

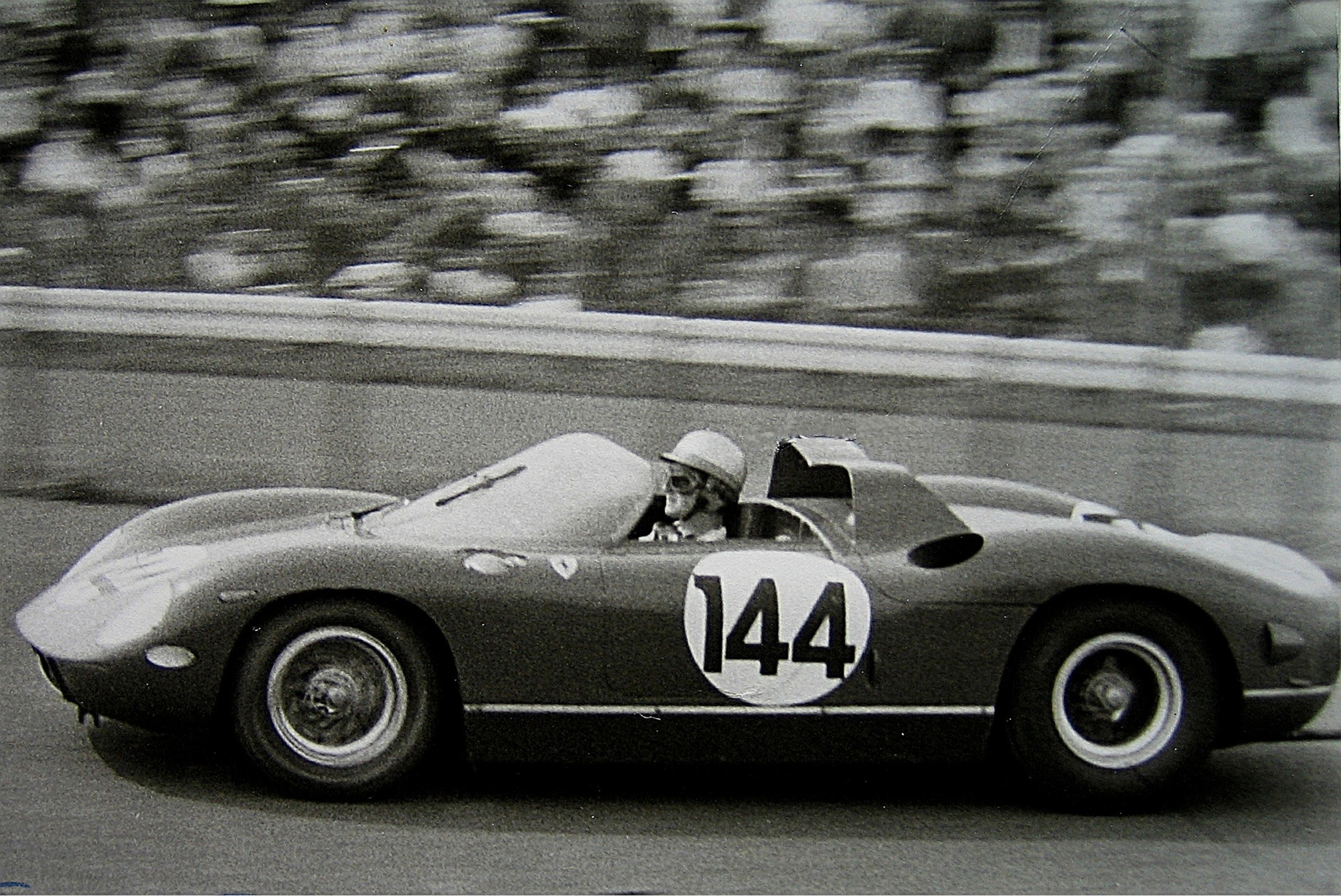
Ludovico Scarfiotti su Ferrari 275 P sulla Nordschleife nel 1964

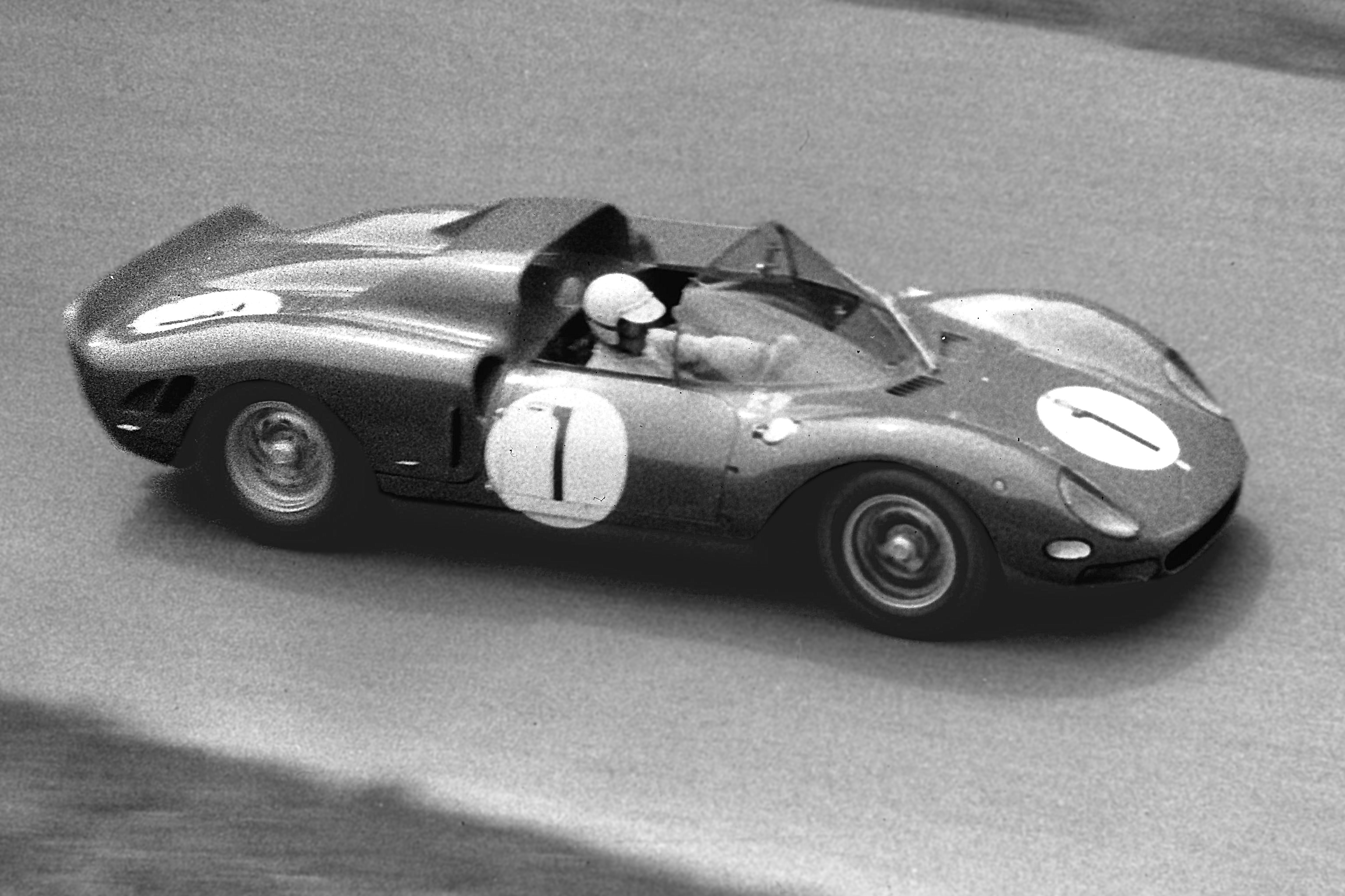
Nürburgring 1965, Ferrari 330 P2

Dal capoluogo piemontese la sua famiglia si trasferì a Potenza Picena per seguire la gestione del cementificio di Porto Recanati, impiantato anni prima dal nonno Lodovico che fu cofondatore e primo presidente della FIAT.
Il padre Luigi, ingegnere e deputato del Regno, fu anch'esso valente pilota automobilistico. La madre, Luigia Favale, era la figlia del deputato Casimiro Favale.
L'inizio agonistico in auto risale al 1952, su Fiat Topolino, nella gara "Circuito del Piceno", sempre nelle Marche. Dopo la maturità scientifica presso il Liceo Galilei di Macerata si occuperà dell'azienda di famiglia.
Corre diverse cronoscalate minori e prende parte alla Mille Miglia con una Fiat 1100 TV. Nel 1958 compra una Osca 1100 e fino al 1961 rimane assieme ai Fratelli Maserati.
Nel 1962 esordisce con la Ferrari e con la Scuderia S. Ambroeus. Grazie anche all'interesse di Gianni Agnelli, che gli è cugino, riesce a esordire in Formula 1 nel 1963.
Pilota eclettico, si forma nelle cronoscalate in diverse categorie; corre anche con la Fiat 8V fino al 1958, e vince due Campionati Europei della Montagna con la Ferrari. Parallelamente gareggia anche nel Campionato Mondiale Sport Prototipi: vince, tra l'altro, la 24 Ore di Le Mans, la 12 Ore di Sebring, la 1000 km del Nürburgring, la 1000 km di Monza.
Scarfiotti fu il vincitore del Gran Premio d'Italia 1966 e rimane a tutt'oggi l'ultimo pilota italiano ad aver vinto il Gran Premio d'Italia. In quella che fu la sua unica vittoria nella categoria venne però aiutato dal compagno Mike Parkes, che gli fece da scudiero; infatti Enzo Ferrari aveva espresso il desiderio che la gara fosse vinta da un pilota italiano.
Scarfiotti prese il via a 10 Gran Premi di Formula 1 fino al 1968, anno in cui morì a causa di un incidente durante le prove della gara in salita di Rossfeld al volante di una Porsche 909 "Bergspyder". Sulle inspiegabili cause dell'incidente pesò una lunga strisciata che rivelò come Scarfiotti frenò ininterrottamente per 60 metri prima della curva. Autosprint pubblicò una intervista di Ludovico con un giornalista di "Stadio" nella quale rivelava che sia lui che Gerhard Mitter (Campione Europeo della Montagna 1968 e suo compagno di squadra alla Porsche) poco tempo prima, a Montseny in Spagna, si trovarono con lo sterzo rotto. L'indagine interna della Porsche smentì questa possibilità. In un'altra testimonianza del 2019, Mauro Forghieri parla di un urto con la testa contro una pietra sporgente.
Venne sepolto al Cimitero monumentale di Torino nel Primitivo Nord D 399 tomba Scarfiotti-Favale. L'anno successivo alla sua morte, ovvero nel 1969, il Comune di Sarnano istituì il trofeo Lodovico Scarfiotti, premio per la cronoscalata da Sarnano alla sua frazione di Sassotetto, dedicandolo a lui.
Nel 2015 è stato istituito il Memorial Lodovico Scarfiotti "Sulle strade di Lodovico" presso Potenza Picena e Porto Recanati. È una riunione di protagonisti (tecnici, piloti, giornalisti, collezionisti ecc) nel contesto del concorso di eleganza e concorso dinamico per veicoli storici anche da competizione che si articola in tre giorni presso il Golf Club Torrenova di proprietà di Luigi Scarfiotti e nei luoghi di vita del pilota.

## Curiosità sul nome
Molte biografie, testi, le stesse ricerche in rete indicano indifferentemente, come nome di battesimo, Ludovico o Lodovico. Nella puntata TV di Rai Sport della trasmissione Ti ricordo ancora, andata in onda domenica mattina, 4 maggio 2014, è stato trasmesso un lungo reportage sulla edizione 1967 della 24 ore di Le Mans e sulla 24 ore di Daytona della stessa stagione agonistica; fra gli intervistati Ida Benignetti, la compagna del pilota, che cita spesso come Ludovico il protagonista dei suoi racconti e l'argomento delle domande del cronista. Si potrebbe dedurre quindi, anche senza la consultazione di documentazione anagrafica di prima mano (che peraltro indica Lodovico), che il pilota avesse effettivamente questo nome. Una bella foto di Scarfiotti ai tempi delle gare in Ferrari lo propone col nome sulla parte destra della tuta, chiaramente leggibile e ricamato sulla tuta stessa, come LUDOVICO. Ma allo stesso tempo, il certificato di proprietà delle sue vetture riportava il nome di Lodovico. Ed il libro del 2018 di Paola Rivolta, ampiamente documentato con riscontri di prima mano, conduce al nome di Lodovico. Anche Mauro Forghieri, nella stessa intervista sopra riportata riguardo alle cause della morte, ricorda un aneddoto con il quale diceva chiaramente "Lodovico" al Direttore della Porsche che gli chiedeva il motivo dei successi della Ferrari, infine anche sulla sua lapide mortuaria al cimitero monumentale di Torino è indicato come Lodovico (come il nonno, il cui nome è presente sulla stessa lapide).

## Risultati

### Formula 1
| 1963 | Scuderia | Vettura   |  |  |   |    |  |  |  |  |  |  |  |  | Punti | Pos. |
| ---- | -------- | --------- |  |  | - | -- |  |  |  |  |  |  |  |  | ----- | ---- |
| 1963 | Ferrari  | 156 F1-63 |  |  | 6 | NP |  |  |  |  |  |  |  |  | 1     | 17º  |

| 1964 | Scuderia | Vettura   |  |  |  |  |  |  |  |   |  |  |  |  | Punti | Pos. |
| ---- | -------- | --------- |  |  |  |  |  |  |  | - |  |  |  |  | ----- | ---- |
| 1964 | Ferrari  | 156 F1-63 |  |  |  |  |  |  |  | 9 |  |  |  |  | 0     |      |

| 1965 | Scuderia | Vettura |  |  |  |  |  |  |  |  |  |    |  |  | Punti | Pos. |
| ---- | -------- | ------- |  |  |  |  |  |  |  |  |  | -- |  |  | ----- | ---- |
| 1965 | Ferrari  | 512 F1  |  |  |  |  |  |  |  |  |  | NP |  |  | 0     |      |

| 1966 | Scuderia | Vettura          |  |  |  |  |  |     |   |  |  |  |  |  | Punti | Pos. |
| ---- | -------- | ---------------- |  |  |  |  |  | --- | - |  |  |  |  |  | ----- | ---- |
| 1966 | Ferrari  | 246 F1-66 312 F1 |  |  |  |  |  | Rit | 1 |  |  |  |  |  | 9     | 10º  |

| 1967 | Scuderia      | Vettura    |  |  |   |    |  |  |  |  |     |  |  |  | Punti | Pos. |
| ---- | ------------- | ---------- |  |  | - | -- |  |  |  |  | --- |  |  |  | ----- | ---- |
| 1967 | Ferrari Eagle | 312 F1 T1G |  |  | 6 | NC |  |  |  |  | Rit |  |  |  | 1     | 20º  |

| 1968 | Scuderia | Vettura  |     |   |   |  |  |  |  |  |  |  |  |  | Punti | Pos. |
| ---- | -------- | -------- | --- | - | - |  |  |  |  |  |  |  |  |  | ----- | ---- |
| 1968 | Cooper   | T86 T86B | Rit | 4 | 4 |  |  |  |  |  |  |  |  |  | 6     | 16º  |

| Legenda | 1º posto     | 2º posto | 3º posto    | A punti         | Senza punti/Non class.  | Grassetto – Pole position Corsivo – Giro più veloce |
| Legenda | Squalificato | Ritirato | Non partito | Non qualificato | Solo prove/Terzo pilota | Grassetto – Pole position Corsivo – Giro più veloce |

### 24 Ore di Le Mans
| Anno | Classe | N° | Gomme | Vettura                                | Squadra              | Co-piloti             | Giri | Pos. Assol. | Pos. di Classe |
| ---- | ------ | -- | ----- | -------------------------------------- | -------------------- | --------------------- | ---- | ----------- | -------------- |
| 1960 | S 3.0  | 12 | D     | Ferrari 250 TRI/60 Ferrari 3.0L V12    | Scuderia Ferrari SpA | Pedro Rodríguez       | 22   | Rit         | Rit            |
| 1961 | S 3.0  | 9  | D     | Maserati Tipo 63 Maserati 3,0L V12     | Scuderia Serenissima | Nino Vaccarella       | 53   | DNF         | DNF            |
| 1962 | E 3.0  | 27 | D     | Ferrari Dino 268 SP Ferrari 2.6L V8    | SpA Ferrari SEFAC    | Giancarlo Baghetti    | 230  | Rit         | 2º             |
| 1963 | P 3.0  | 21 | D     | Ferrari 250 P Ferrari 3.0L V12         | SpA Ferrari SEFAC    | Lorenzo Bandini       | 339  | 1º          | 1º             |
| 1964 | P 5.0  | 21 | D     | Ferrari 275 P Ferrari 3.3L V12         | SpA Ferrari SEFAC    | Michael "Mike" Parkes | 71   | Rit         | Rit            |
| 1965 | P 5.0  | 19 | D     | Ferrari 330 P2 Spyder Ferrari 4.0L V12 | SpA Ferrari SEFAC    | John Surtees          | 225  | Rit         | Rit            |
| 1966 | P 5.0  | 20 | F     | Ferrari 330 P3 Ferrari 4.0L V12        | SpA Ferrari SEFAC    | Michael "Mike" Parkes | 123  | Rit         | Rit            |
| 1967 | P 5.0  | 21 | G     | Ferrari 330 P4 Ferrari 4.0L V12        | SpA Ferrari SEFAC    | Michael "Mike" Parkes | 384  | 2º          | 1º             |

### Mille Miglia
| Anno    | Scuderia       | Costruttore | Vettura          | Numero | Categoria            | Classe   | Co-pilota | Risultato di classe | Risultato assoluto |
| ------- | -------------- | ----------- | ---------------- | ------ | -------------------- | -------- | --------- | ------------------- | ------------------ |
| 1956    | Pilota privato | Fiat        | Fiat 1100/103 TV | 2348   | Turismo/Gran Turismo | T/GT 1.1 |           | 1º                  | 57º                |
| 1957    | Pilota privato | Fiat        | Fiat 8V Zagato   | 301    | Gran Turismo         | GT 2.0   |           | Rit                 | Rit                |
| Legenda |                |             |                  |        |                      |          |           |                     |                    |